# Astra 1B
Astra 1B ist ein stillgelegter Fernsehsatellit der SES Astra mit Sitz in Betzdorf in Luxemburg. Der Satellit wurde für die Übertragung von Fernsehprogrammen in Europa verwendet.

## Geschichte
Kurz nach dem Start von Astra 1A wurde der nächste Satellit bei  GE Astro Space bestellt – er sollte auf 19,2° Ost kopositioniert werden. Am 2. März 1991 wurde der nun Astra 1B genannte Satellit vom Centre Spatial Guyanais in Französisch-Guayana ins All befördert und wie geplant zwischen 19. und 25. März 1991 neben Astra 1A positioniert.
Nach ersten Testsendungen wurde der Satellit am 15. April 1991 mit der Aufschaltung der deutschen Programme Eins Plus, Tele 5 und Premiere, der dänischen und norwegischen TV3-Programme sowie des The Movie Channel der BSkyB-Gruppe offiziell in Betrieb genommen. Vier Tage später folgte Sky Sports. Der japanische Sender JSTV begann am 3. Mai 1991 sein Programm über Astra 1B zu verbreiten. Seit dem 29. Mai 1991 begann Eurosport mit seiner Doppelabstrahlung über die Astra-Position, denn der Sender war auch weiterhin über Astra 1A zu empfangen. Der The Children’s Channel wechselte am 1. September 1991 von 1A auf 1B, dreizehn Tage später wurde N 3 aufgeschaltet. Am 1. Oktober 1991 begann die einjährige Präsenz des britischen Comedy Channel. Das dänische TV3-Programm wechselte am 29. November 1991 den Transponder, so dass ab 22. Oktober 1992 auf dem bisher genutzten Transponder n-tv erste Testsendungen durchführen konnte. Zwischen 22. Januar 1992 und 31. August 1992 nutzte H.V.C. den ab 1. Oktober 1992 von Sky Movies Gold genutzten Transponder. Auch FilmNet und MTV Europe begannen jeweils am 13. Dezember 1991 und 10. April 1992, an dem Tag, als auch CNN International mit seinen Sendungen auf Astra begann, mit Doppelabstrahlungen. Am 19. Oktober 1992 übernahmen der Sky-Sender UK Gold den bisher von FilmNet genutzten Transponder. TV Asia nutzte ab dem 8. Dezember 1992 bis zum 16. Dezember 1993 einen Transponder gemeinsam mit Sky Movies Gold, am 1. Oktober 1995 folgte der britische Disney Channel. Die beiden spanischen Pay-TV-Sender Cinemanía und Documanía sind seit dem 18. Dezember 1992 auf Astra 1B präsent. Nachdem Tele 5 zum 31. Dezember 1992 seinen Sendebetrieb einstellte, übernahm das DSF die bisher genutzte Frequenz. Seit  27. August 1993 sendet die ARD über den bisher von Eins Plus genutzten Transponder – am gleichen Tag ging über 1C das ZDF auf Sendung. Die Doppelabstrahlung von MTV Europe wurden am 30. September 1993 mit der Aufschaltung des britischen VH1 beendet. Seit 1. Oktober 1994 teilten sich JSTV und CMT Europe einen Transponder. Am 15. und 31. Juli 1996 verließen die norwegischen und dänischen TV3-Programme 1B, somit wurden zwei Transponder frei, von dem Letzterer zunächst von der skandinavischen Version von Nickelodeon, das im Timesharing mit dem skandinavischen ScFi-Channel sendete, genutzt wurde. Ab Ende November 1997 wurde dann hier die deutsche Version von Nickelodeon aufgeschaltet, das von Astra 1C hierhin wechselte und sich den Transponder mit dem deutschen VH1 teilte. Den zweiten freien Transponder nutzte der britische Sky Sports 3. Mit der Einstellung des deutschen Nickelodeon-Programms verblieb in den Abendstunden zunächst VH1, später nutzte Viacom den Transponder für die Verbreitung von MTV Germany. Seit August 1996 sendete Documanía via 1C, stattdessen wurde Sportsmanía aufgeschaltet. Etwa ein Jahr später, am 1. Dezember 1997, wechselten die Canal-Satélite-Sender, zu denen auch Cinemanía und Sportsmanía gehörten, zur digitalen Übertragung auf Astra 1E. Der ORB (heute rbb) nahm davon einen Transponder ab 1. Dezember 1997 in Anspruch, den anderen übernahm ab 7. Januar 1998 der Bayerische Rundfunk für seinen Bildungskanal BR-alpha.
Nachdem Premiere von der analogen auf digitale Übertragungsform umstellte und die BSkyB-Gruppe ab 1998 auf 28,2° Ost wechselte, wurde somit Platz für das neue Tele 5, das am  28. April 2002 sein Programm aufnahm, sowie für sonnenklar TV, das am 1. März 2003 startete. Weitere ehemalige für analoges Fernsehen genutzte Transponder wurden dann für digitale Pay-TV-Pakete genutzt.
Seit November 2004 ist Astra 1B nicht mehr aktiv. Seit dem 14. Juli 2006 ist er offiziell abgeschaltet und befindet sich in einem Friedhofsorbit. Seine Nachfolger sind Astra 1E und Astra 1KR.

## Empfang
Der Satellit konnte, wie Astra 1A, ohne Beeinträchtigung in Mitteleuropa empfangen werden. Mit größerem Aufwand war ein Empfang in Westeuropa und in Teilen Nord-, Süd- und Osteuropas möglich.